# 임윤선 (변호사)
임윤선(林允宣, 1978년 11월 17일 ~ )은 대한민국의 변호사이자 방송인이다. 2016년 6월 1일 새누리당 비대위원으로 임명되었다. 임윤선 비대위원은 6월 3일 여의도 새누리당사에서 열린 비대위 첫 회의에서 “새누리당은 어디에도 쓸모없는 남자”라고 거침없는 쓴소리를 가했다. 2016년 8월 5일 이후 새누리당을 탈당하였다. 2020년 3월 2일, 미래통합당 당무위원 겸 선거대책위원회 상근대변인으로 임명되었다.

## 학력
- 1991년 단월초등학교 졸업
- 1994년 충주예성여자중학교 졸업
- 1997년 이화여자외국어고등학교 졸업
- 2001년 서울대학교 불어교육학과 학사

## 경력
- 2005년 제47회 사법시험 합격(사법연수원 37기 수료)
- 2008년 법무법인 지평지성 변호사
- 2016년 6월 ~ 2016년 8월: 새누리당 혁신대책위원 겸 비상대책위원(당무위원 겸직)
- 2011년 ~ : 법무법인 민 변호사
- 2020년 3월 ~ 2020년 4월: 미래통합당 4·15 중앙선거대책위원회 상근대변인(당무위원 겸직)

## 출연작
- 2015년 KBS 2TV 《어셈블리》 검사역

### 진행
- 2017년 SBS CNBC 임윤선의 블루베리
- 2025년 TV조선 《TV조선 강적들》

### 고정
- 2013년 JTBC 《임백천 임윤선의 뉴스 콘서트》
- 2014년 tvN 《더 지니어스: 룰 브레이커》
- 2015년 TV조선 《TV조선 강적들》
- 2015년 tvN 《더 지니어스: 그랜드 파이널》

### 게스트
- 2009년 4월 26일 SBS 일요일이 좋다 골드 미스가 간다에 방송인 노홍철의 상대로 출연
- 2012년 MBC 최강연승 퀴즈쇼Q 출연, 7연승 (9회~15회)
- 2015년 채널A 《신문이야기 돌직구쇼+》
- 2016년 TV조선 《박종진 라이브쇼》

## 칼럼
- 《세계일보》칼럼, 죄와 사람, 그리고 그 뒷모습
- 《세계일보》칼럼, ‘늙음’에 대한 변론
- 《세계일보》칼럼, 누군가에게 조언을 해준다는 것은
- 《세계일보》칼럼, 문화를 죽이는 문화
- 《세계일보》칼럼, 당신의 오늘 하루는 몇 점 ?
- 《세계일보》칼럼, 혼자만의 여행
- 《세계일보》칼럼, 법과 예술
- 《세계일보》칼럼, 평범하다고 하여 사랑까지 평범할까